# John Dye
John Carroll Dye (* 31. Januar 1963 in Amory, Mississippi; † 10. Januar 2011 in San Francisco, Kalifornien) war ein US-amerikanischer Schauspieler.

## Leben
Dye wurde als ältester Sohn von James Dye und dessen Ehefrau Lynn geboren; sein Vater arbeitete als Möbeltischler, seine Mutter war Hausfrau. Erste schauspielerische Erfahrungen machte Dye bereits als Kind während seiner Schulzeit. In einer Schulaufführung an der Cleveland High School in Cleveland, Tennessee, spielte er das jüngste Kind der berühmten Trapp-Familie in einer Aufführung des Musicals The Sound of Music. Dye spielte dort auch Posaune in der Schulband. Er besuchte die Tupelo High School in Tupelo, wo er 1981 seinen High-School-Abschluss erwarb. Während seiner Zeit an der Tupelo High School spielte er erneut in einer Schulaufführung von The Sound of Music; diesmal verkörperte er den ältesten Sohn der Trapp-Familie, Friedrich von Trapp. Auch führte er dort Regie bei einer Schulproduktion von Grease.
Nach seinem Schulabschluss besuchte Dye zunächst die Mississippi State University, wo er Rechtswissenschaften im Hauptfach belegte, mit dem Ziel, eine Berufslaufbahn als Anwalt mit dem Schwerpunkt Zivilrecht einzuschlagen. Nach einem Jahr wechselte er jedoch auf die Memphis State University und studierte dort am College of Communication Schauspiel und Theater.
1984 erhielt er seine erste Filmrolle als Skip in der Komödie Zoff in der Hoover-Academy, an der Seite von Judd Nelson. In der Fernsehserie Schatten der Leidenschaft spielte er in einigen Folgen die Rolle des Jason Carter. 1986 folgte der Film Hummeln im Hintern, eine belanglose Komödie, in der er gemeinsam mit Virginia Madsen und Cynthia Gibb spielte. Seine erste Hauptrolle hatte er 1987 in der Komödie Das Geheimnis meiner Karriere. 1989 war er an der Seite von James Earl Jones und Eric Roberts als Computerfreak Virgil Keller in dem Martial-Arts-Film Karate Tiger IV – Best of the Best zu sehen.
Dye arbeitete ab Ende der 1980er Jahre dann fast ausschließlich für das Fernsehen. Nach einer Episodenrolle in der Krimiserie Mord ist ihr Hobby war er in der Kriegsserie NAM – Dienst in Vietnam sowie in den kurzlebigen Fernsehserien Jack’s Place und Hotel Malibu (mit Jennifer Lopez) zu sehen.
Besondere Bekanntheit beim Fernsehpublikum erlangte Dye durch die Rolle des Andrew in der Serie Ein Hauch von Himmel, den er von 1996 bis 2003 spielte. Die wiederkehrende Serienrolle des Andrew hatte er zuvor bereits für einige Folgen in dem Spin-off der Serie, Ein Wink des Himmels, verkörpert. In Ein Hauch vom Himmel gehörte er dann bis zum Ende zum Hauptcast der Serie.

## Privates
Dye hatte noch zwei weitere Brüder, Jerry und Jamie Dye. Er war Mitglied der Episkopalkirche der Vereinigten Staaten von Amerika, deren Gottesdienste er regelmäßig besuchte. Dye starb in seinem Haus in San Francisco, an einer Überdosis Methamphetamin.

## Filme (Auswahl)
- 1984: Zoff in der Hoover-Academy (Making the Grade)
- 1986: Schatten der Leidenschaft (The Young and the Restless)
- 1986: Hummeln im Hintern (Modern Girls)
- 1987: Das Geheimnis meiner Karriere (Campus Man)
- 1987: Beverly Hills Boys Club (Billionaire Boys Club)
- 1988; 1994: Mord ist ihr Hobby (Murder, She Wrote)
- 1989: Karate Tiger IV – Best of the Best (Best of the best)
- 1989–1990: NAM – Dienst in Vietnam (Tour of Duty)
- 1991: Eine perfekte Waffe (The Perfect Weapon)
- 1992–1993: Jack’s Place
- 1994: Hotel Malibu
- 1996–1998: Ein Wink des Himmels (Promised Land)
- 1996–2003: Ein Hauch von Himmel (Touched by an Angel)
- 2000: Once upon a Christmas
- 2001: Crazy Christmas
- 2005: Heart of the Beholder
- 2009: Fist of the Warrior (Lesser of Three Evils) (gedreht 2004)